# قانون اقدام متناسب و متقابل دولت جمهوری اسلامی ایران در اجرای برجام
قانون اقدام متناسب و متقابل دولت جمهوری اسلامی ایران در اجرای برجام یک قانون مصوب مجلس شورای اسلامی در سال ۱۳۹۴ است. به موجب این قانون، برنامه جامع اقدام مشترک مورد تصویب نمایندگان مجلس قرار گرفته و در مقابل، انجام اقداماتی توسط دولت جمهوری اسلامی ایران الزام‌آور شد.

## رأی‌گیری
طرح اقدام متناسب و متقابل دولت در اجرای برجام در ۱۲ مهر ۱۳۹۴ به صحن علنی مجلس آمد. پس از دفاعیات رئیس مجلس علی لاریجانی از لزوم بررسی فوری این طرح و همچنین بندهای طرح، رأی‌گیری انجام شد که در نتیجهٔ آن، نمایندگان با دو فوریت طرح مخالفت کردند. تصویب دو فوریت نیازمند رأی موافق دوسوم نمایندگان حاضر در مجلس بود. در ادامه برای یک فوریت این طرح رأی‌گیری شد که نمایندگان با بررسی یک فوریتی طرح فوق موافقت کردند بنابراین این طرح به کمیسیون امنیت ملی و سیاست خارجی ارجاع شد تا پس از بررسی، هرچه سریع‌تر به صحن علنی مجلس ارائه شود. براساس آئین‌نامه داخلی مجلس، طرح‌های فوریتی، بدون نوبت در کمیسیون مربوطه بررسی شده و پس از ارائه به صحن نیز بدون نوبت در دستور کار مجلس قرار خواهند گرفت. این طرح پس از یک هفته به صحن علنی ارائه شد. در ابتدای جلسه علنی روز ۱۹ مهر، بیش از ۵۰ نفر از نمایندگان مجلس، تغییر دستور کار صحن علنی مجلس را درخواست کردند تا این طرح با اولویت در صحن علنی بررسی شود که این پیشنهاد به تصویب رسید. سرانجام پس از بحث‌های طولانی و پرحاشیه، کلیات طرح به تصویب رسید. برخی نمایندگان پیشنهاد رأی‌گیری با ورقه را داشتند که با این پیشنهاد مخالفت شده بود. هرگاه طبق آیین‌نامه حداقل ۱۰ نفر از نمایندگان تقاضا داشته باشند به جای استفاده از دستگاه، رأی‌گیری علنی و با ورقه باشد، این تقاضا به رأی گذاشته خواهد شد. فرق این نوع رأی‌گیری، با رأی‌گیری توسط دستگاه در این است که اسم و نام افراد در روزنامه‌ها درج می‌شود. دو روز بعد جزئیات طرح اجرای برجام مورد بررسی قرار گرفت و چهار پیشنهاد نیز در جزئیات طرح اعمال شده و سپس به تصویب نهایی رسید.
عدم مشارکت برخی نمایندگان در رأی‌گیری‌های مجلس، مورد انتقاد جدی رسانه‌ها قرار دارد.
| موضوع رأی‌گیری      | تاریخ       | موافق            | مخالف            | ممتنع          | عدم مشارکت      | نتیجه     |
| ------------------ | ----------- | ---------------- | ---------------- | -------------- | --------------- | --------- |
| دو فوریت           | ۱۲ مهر ۱۳۹۴ | ۱۵۹ از ۲۴۷ (۶۴٪) | ۶۱ از ۲۴۷ (۲۵٪)  | ۱۰ از ۲۴۷ (۴٪) | ۱۷ از ۲۴۷ (۷٪)  | تصویب نشد |
| یک فوریت           | ۱۲ مهر ۱۳۹۴ | ۱۶۸ از ۲۴۷ (۶۸٪) | ۵۷ از ۲۴۷ (۲۳٪)  | ۹ از ۲۴۷ (۴٪)  | ۳ از ۲۴۷ (۱٪)   | تصویب شد  |
| بررسی خارج از نوبت | ۱۹ مهر ۱۳۹۴ | ۱۳۳ از ۲۴۴ (۵۵٪) | ۹۶ از ۲۴۴ (۳۹٪)  | ۱۰ از ۲۴۴ (۴٪) | ۵ از ۲۴۴ (۲٪)   | تصویب شد  |
| رأی‌گیری علنی       | ۱۹ مهر ۱۳۹۴ | ۱۴۹ از ۲۵۳ (۵۹٪) | ۷۰ از ۲۵۳ (۲۸٪)  | ۱۶ از ۲۵۳ (۶٪) | ۱۸ از ۲۵۳ (۷٪)  | تصویب نشد |
| کلیات طرح          | ۱۹ مهر ۱۳۹۴ | ۱۳۹ از ۲۵۳ (۵۵٪) | ۱۰۰ از ۲۵۳ (۴۰٪) | ۱۲ از ۲۵۳ (۵٪) | ۲ از ۲۵۳ (۰٫۸٪) | تصویب شد  |
| جزئیات طرح         | ۲۱ مهر ۱۳۹۴ | ۱۶۱ از ۲۵۰ (۶۴٪) | ۵۹ از ۲۵۰ (۲۴٪)  | ۱۳ از ۲۵۰ (۵٪) | ۱۷ از ۲۵۰ (۷٪)  | تصویب شد  |

## واکنش‌ها
- نماینده عالی اتحادیه اروپا در سیاست خارجی و امور امنیتی فدریکا موگرینی در دیدار با حسین امیرعبداللهیان، معاون عربی و آفریقایی وزیر امور خارجه گفت: «خبر بسیار خوبی که امروز صبح درباره تصویب برجام در پارلمان ایران شنیدم را تبریک می‌گویم.»[۷]